# Henryk Niewodniczański
Henryk Niewodniczański (* 10. Dezember 1900 in Wilna; † 20. Dezember 1968 in Krakau) war ein polnischer Atomphysiker und Gründungsdirektor des Instituts für Kernphysik in Krakau, das heute nach ihm benannt ist.

## Leben
Niewodniczańskis Vater war der Ingenieur Wiktor Niewodniczański (1872–1929), Direktor des ersten Elektrizitätswerkes in Wilna. Henryk studierte an der Stefan Batory Universität in Wilna, wo er 1926 doktorierte. 1927 war er an der Eberhard Karls Universität Tübingen bei Walther Gerlach. Zu der Zeit waren seine Hauptinteressen die Optik der Metalle und molekulare Optik, wobei er in Kooperation mit Jan Blaton Phänomene der Quantenreflexion entdeckte. 1932 erhielt er eine Assistenz-Professur in Wilna und wurde 1934 Fellow der Rockefeller Foundation, woraufhin er nach Cambridge ging, um am Mond Laboratory der Royal Society und am Cavendish-Laboratorium zu arbeiten. 1937 kehrte er nach Polen zurück und arbeitete zuerst in Poznań an der Adam-Mickiewicz-Universität und später wieder in Wilna als Professor für Experimental-Physik. Während des Zweiten Weltkrieges engagierte er sich im Widerstand gegen das Besatzungsregime und lehrte an der Untergrund-Universität.
Nach dem Krieg wurde Niewodniczański an die Jagiellonen-Universität zu Krakau berufen. Dort organisierte er 1952 einen sowjetischen U-120-Zyklotron und gründete 1955 das Institut für Kernphysik.

## Familie
Verheiratet war Henryk Niewodniczański mit Irena, geborene Prawocheńska, eine Tochter von Roman Prawocheński (1877–1965), Professor für Biologie an der Jagiellonen-Universität.
Seine Söhne Tomasz Niewodniczański und Jerzy Niewodniczański wurden ebenfalls Atomphysiker; Jerzy, der Jüngere der beiden, war von 1992 bis 2009 Präsident der Nationalen Atomenergie-Organisation in Polen. Außerdem gibt es eine Tochter, die an einer polnischen Universität als Professorin tätig war.

## Ehrungen und Mitgliedschaften
- Polnische Akademie der Wissenschaften
- Polnische Akademie der Künste und Wissenschaften
- Polnische Physikalische Gesellschaft
- Société Française de Physique
- Societá Italiana di Fisica
- American Physical Society